# Anne Dallas Dudley
Anne Dallas Dudley, född 1876, död 1955, var en amerikansk rösträttsaktivist. 
Hon är inkluderad i National Women's Hall of Fame. 